# Eugippius
Eugippius (auch: Eugippus) (* etwa 465, eventuell in Nordafrika; † nach 533 in Castellum Lucullanum bei Neapel) ist ein frühchristlicher Heiliger und Kirchenschriftsteller und als Biograf des Mönches Severin von Noricum († 482) von besonderer Bedeutung.

## Leben
Ob Eugippius Severin noch kannte, ist in der Forschung umstritten. Sollte er Severin noch kennengelernt haben, wie beispielsweise Uytfanghe für möglich hält, wäre aber eher an eine Zeit kurz vor dem Tod des Heiligen zu denken. Wahrscheinlicher aber ist, dass Eugippius erst nach dem Tod des Severin der Klostergemeinschaft beitrat. Severin selbst starb in den Wirren der beginnenden Völkerwanderung am 8. Januar 482 in Favianis, vermutlich dem heutigen Mautern bei Krems. Die Übersiedlung des Severinkonventes 488 nach Italien dürfte unter der Leitung des Lucillus vollzogen worden sein. Zu jener Zeit könnte Eugippius bereits Mitglied des Konvents gewesen sein. In der Nähe von Neapel begründete die Gemeinschaft ihr neues Kloster in Castellum Lucullanum, wohin auch die Überreste des Severin übertragen wurden. Nach Lucillus’ Tod wurde Marcianus Vorsteher der Gemeinschaft. Eugippius wurde dann der dritte Abt des Severinordens. Er schrieb eine Ordensregel und auch eine im Mittelalter hochgeschätzte Blütenlese aus den Werken von Augustinus von Hippo und korrespondierte mit verschiedenen Größen seiner Zeit, wie Cassiodor, Dionysius Exiguus, Fulgentius von Ruspe, Fulgentius Ferrandus sowie einer gewissen Proba, die mutmaßlich die Tochter des Papstes Symmachus war. Sein wichtigstes Werk wurde die Vita Sancti Severini, die als schlichtes commemoratorium intendiert war.
Die Vita Sancti Severini wurde unter anderem von Theodor Mommsen 1898 herausgegeben und erlebte zahlreiche Editionen, Kommentare und Ähnliches. Sie ist in einer Art frühem Kirchenlatein gehalten. Von speziellen Ausgaben seien erwähnt: Eugyppii Abbatis opera a Joanne Herold edita (Basel 1542) und G. W. Robinson The Life of Saint Severinus (1914).

## Werke
- Vita Sancti Severini. Lateinisch/Deutsch; übersetzt und herausgegeben von Theodor Nüsslein. Reclam, Stuttgart 1999, ISBN 3-15-008285-4
- Hermann Sauppe (Hrsg.): Auctores antiquissimi 1,2: Eugippii Vita sancti Severini. Berlin 1877 (Monumenta Germaniae Historica, Digitalisat)
- Pius Knöll (Hrsg.): Eugippii opera. Pars I: Eugippii excerpta ex operibus Sancti Augustini. Corpus Scriptorum Ecclesiasticorum Latinorum 9/1, Wien 1885.
- Pius Knöll (Hrsg.): Eugippii opera. Pars II: Eugippii vita Sancti Severini. Corpus Scriptorum Ecclesiasticorum Latinorum 9/2, Wien 1886.